# Le Coupable (film, 1923)
Pour les articles homonymes, voir Le Coupable.
Pour plus de détails, voir Fiche technique et Distribution.
Le Coupable (The Acquittal) est un film de procès américain réalisé par Clarence Brown, sorti en 1923. Une copie du film est conservée dans les archives de la Bibliothèque du Congrès dans la collection Raymond Rohauer.

## Synopsis
Kenneth Winthrop est jugé pour le meurtre de son père adoptif, Andrew Prentice. Son frère adoptif, Robert Armstrong est son accusateur. Les deux aiment Madeline, qui a choisi Winthrop. Armstrong allègue qu'Edith Craig, secrètement fiancée au mort, et Winthrop étaient amoureux, mais on ne le croit pas. Des preuves circonstancielles sont introduites offrant l'heure telle qu'elle est donnée par une certaine horloge. Madeline découvre que ce qu'ils ont pris pour une horloge dans la vitrine d'une boucherie était une balance à viande circulaire, dont l'aiguille reste à douze, le haut de la balance, lorsqu'elle n'est pas utilisée. Cette découverte disculpe son mari. Un inspecteur des postes produit une lettre écrite la nuit du meurtre par Prentice, qui avait été dérobée lors d'un vol de courrier et récupérée par la suite. Cette lettre résout tout le mystère et met la culpabilité sur les épaules de Prentice, qui avoue alors et se suicide. Madeline trouve enfin le bonheur avec Armstrong, qui l'a toujours aimée.

## Fiche technique
- Titre original : The Acquittal
- Titre français : Le Coupable
- Réalisation : Clarence Brown
- Scénario : Jules Furthman et Raymond L. Schrock d'après la pièce de Rita Weiman
- Société de production : Universal Pictures
- Pays d'origine : États-Unis
- Format : Noir et blanc - 1,33:1 - Film muet
- Date de sortie : 1923

## Distribution
- Claire Windsor : Madeline Ames
- Norman Kerry : Robert Armstrong
- Barbara Bedford : Edith Craig
- Richard Travers : Kenneth Winthrop
- Frederick Vroom : Carter Ames
- Emmett King : Ministre
- Dot Farley : la femme de ménage
- Hayden Stevenson : le chauffeur de taxi
- Charles Wellesley : Andrew Prentice